# كليفورد تشارلز بتلر
كليفورد تشارلز بتلر (بالإنجليزية: Clifford Charles Butler)‏ (و. 1922 – 1999 م) هو فيزيائي، وأستاذ جامعي من المملكة المتحدة . ولد في ريدنج .
وكان عضواً في الجمعية الملكية .
توفي في لستر ، عن عمر يناهز 77 عاماً.

## التعليم
تعلم في جامعة ريدنج

## مناصب وهيئات
أدار جامعة مانشستر، وإمبريال كوليدج لندن.

## جوائز
حصل على جوائز منها:
- زميل في الجمعية الملكية.